# Parco della Lambretta
Il Parco della Lambretta, in precedenza chiamato Parco dell'Acqua e noto anche come Parco Maserati, è la struttura verde ricavata dov'era localizzata una parte del complesso industriale Innocenti Maserati a Lambrate (quartiere Rubattino), nel Municipio 3 di Milano.

## Storia
Tutte le attività industriali sull'area cessarono nel 1993: si trattava di una superficie ad andamento est-ovest, attraversata nella sua parte mediana (da nord a sud) da due elementi sovrapposti di forte "rigidità", il viadotto dei Parchi e il fiume Lambro. Occorreva contemperare le esigenze residenziali con quelle del recupero di strutture ed edifici già appartenenti alle passate attività, dotandole nel contempo di standard di verde e di servizi a un livello consono al recupero dell'intera superficie.
Nel 1997 il comune di Milano indisse un concorso d'idee per un Piano di Riqualificazione Urbana (P.R.U. Rubattino) complessivo e da questo sono emerse le linee che hanno portato alla realizzazione del parco come punto nodale del sistema.

## Acque, prati, alberi e viali

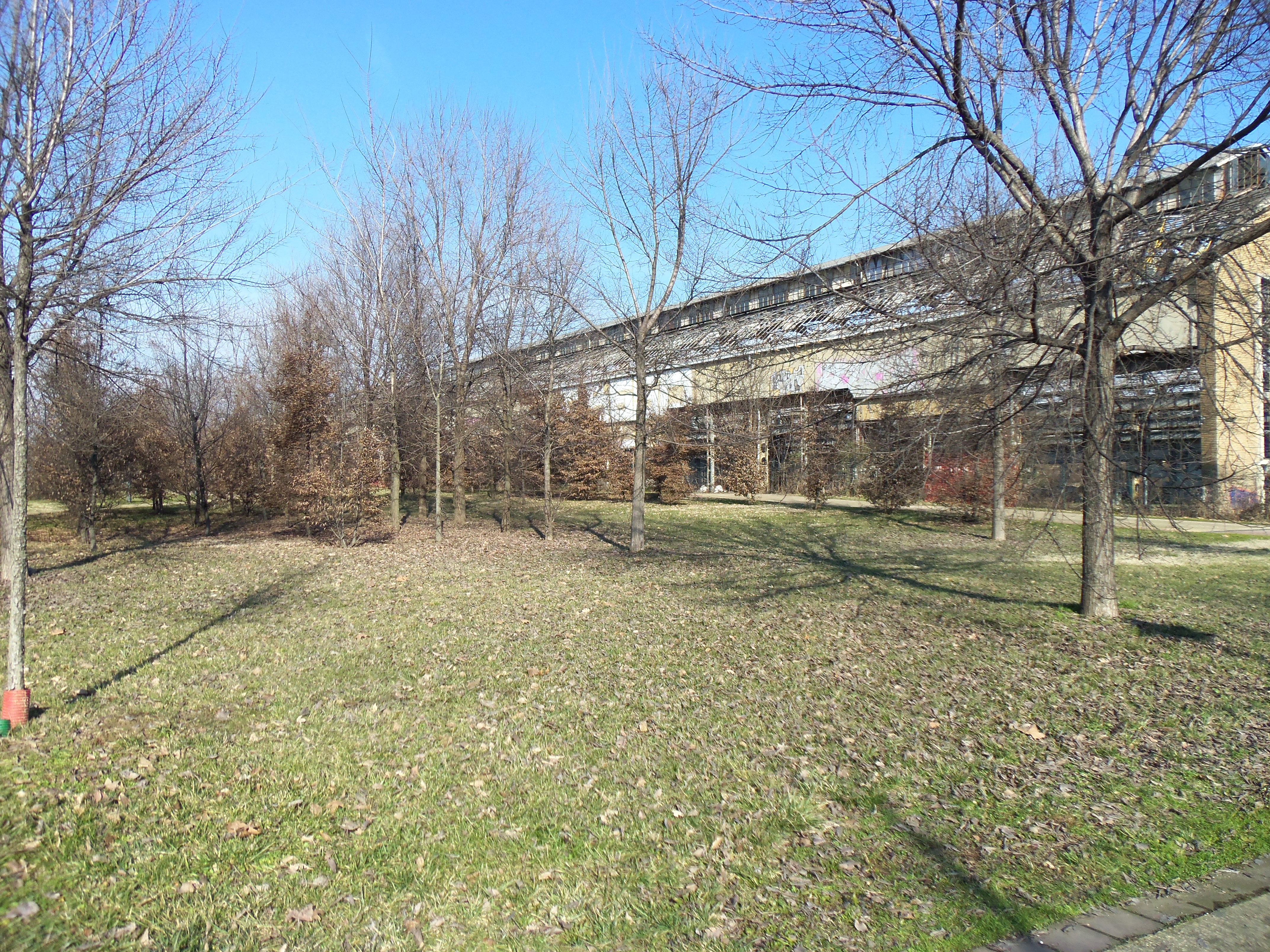
Ancora capannoni della dismessa Maserati a est del parco

Il laghetto a sbalzo sul Lambro e sotto la tangenziale (9000 metri quadrati), con la piazza e la fontana monumentale progettata dall'architetto Luigi Caccia Dominioni, è collegato alla via Riccardo Pitteri dal lungo Boulevard verde, il "viale dei platani"; vi sono oltre 56.000 metri quadrati di prati, alberature isolate, larghe macchie di cespugli intersecate da percorsi pedonali e ciclabili. Le aree di gioco per i più piccoli sono sei, mentre due quelle riservate ai cani.
Nelle aree boscate sono state messe a dimora robinie, acero campestre, carpino bianco, frassino maggiore, alcune varietà di ontano, orniello, platano comune, pioppo cipressino, quercia e salice bianco che non hanno ancora raggiunto le dimensioni ottimali. Nel frattempo, alcune varianti al P.R.U. hanno mutato la destinazione d'uso degli edifici sopravvissuti dei vecchi stabilimenti, che ora hanno la finalità di sede o residenza universitaria e questo sta favorendo (2011) l'ampliamento degli spazi verdi che al completamento dei lavori raggiungeranno una superficie di 320.000 metri quadrati.

## Bibliografia

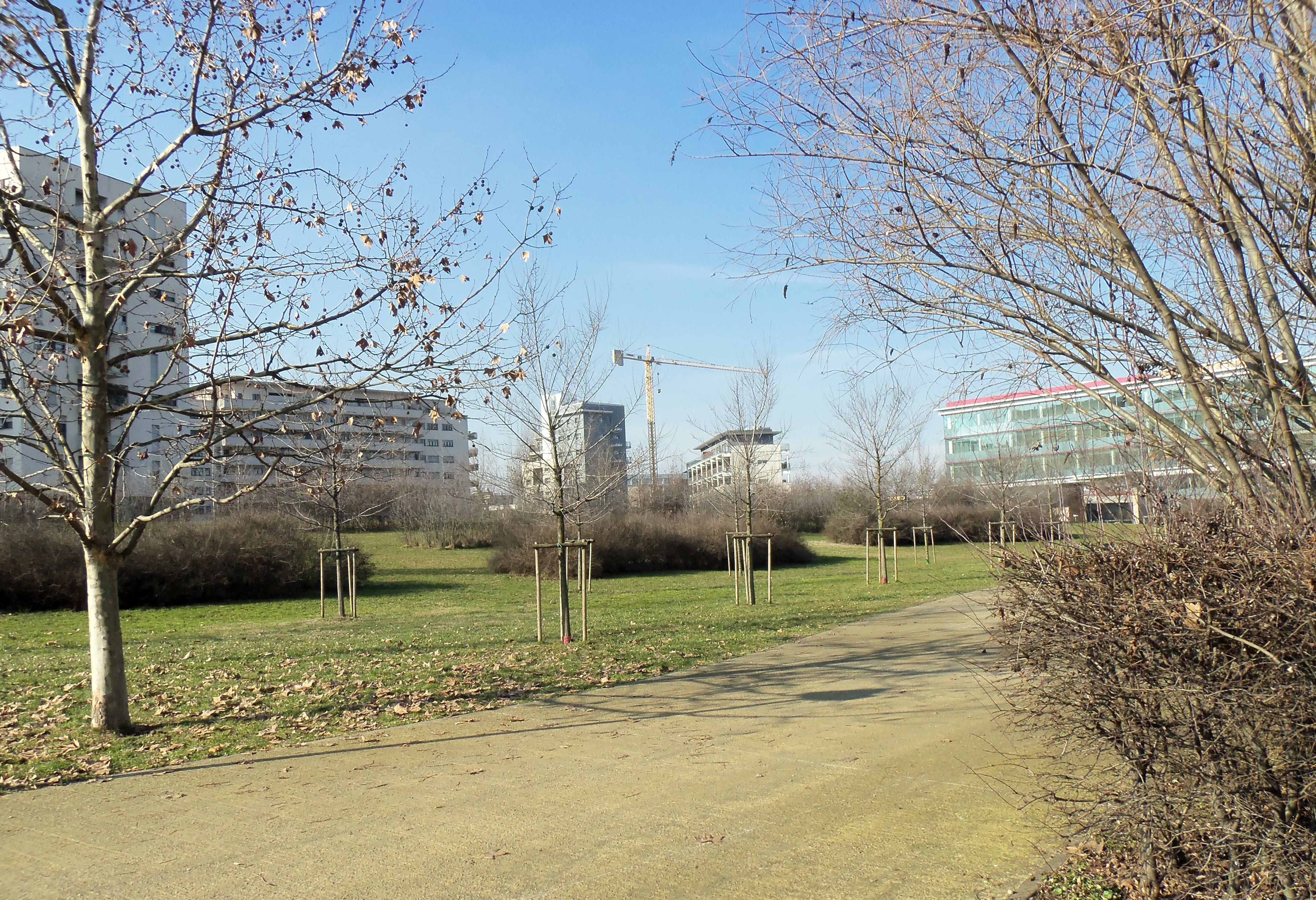
La parte occidentale del parco